# Ташкентский химико-технологический институт
Ташкентский химико-технологический институт (ТХТИ) (узб. Toshkent kimyo - texnologiya instituti / Тошкент кимё - технология институти) — ведущий химико-технологический ВУЗ в Республике Узбекистан и в Средней Азии.

## История
Ташкентский химико-технологический институт основан указом Президента Узбекской ССР И. А. Каримова 6 мая 1991 года, в целях повышения уровня высшего технического образования в республике, совершенствования подготовки инженерных и научных кадров, был организован на базе химико-технологического факультета, инженерно-технологического факультета, химических специальностей факультета нефти и газа Ташкентского политехнического института имени Беруни. На сегодняшний день Ташкентский химико-технологический институт — ведущий химико-технологический вуз Узбекистана.

## Структура института
Институт традиционного готовит специалистов для предприятий химической, нефтеперерабатывающей, биохимической промышленности, а также промышленности строительных материалов, фарфора-фаянсовой, мебельный, деревообрабатывающей, масло-жировой, мука-мольной, консервной, мясо-молочной промышленности. В настоящее время институт состоит из 5 факультетов, специализированного заочного отделения и академического лицея. В институте обучается более 4000 студентов, около 300 аспирантов и докторантов, кандидатов наук, доцентов, 52 докторов наук, профессоров занимаются педагогической и научной деятельностью на 40 кафедрах.
В состав института входят:
- 5 факультетов
- Заочное отделение
- Магистратура
- Докторантура

В институте готовят специалистов по следующим направлениям:
- Факультет «Технологии производства топлива и органических соединений»

Композиционные и порошковые материалы, покрытия;
Строительные материалы, машины предприятий и агрегаты химической промышленности;
Технология нефти и нефтегазопереработки;
Технология, машины и оборудование деревообрабатывающей промышленности;
Химическая технология (по видам производства);
Химическая технология переработки производственных энергоносителей и углеродных материалов;
Электрохимия
Военная кафедра
- Факультет «Технологии неорганических веществ»

Химическая технология неорганических веществ;
Аналитическая химия и технология цветных редких рассеянных металлов;
Промышленная экология;
Общая и неорганическая химия;
Процессы и аппараты химической технологии;
Технология силикатных материалов.
- Факультет «Технологии пищевых продуктов»

Автоматизация и управление;
Технология переработки зерна;
Технология масел и жиров;
Технология мяса, молока и консервированных пищевых продуктов;
Технология и организация общественного питания.
- Факультет «Технологии виноделии и промышленного виноградарство"

Биотехнология;
Технология сахара и бродильных производств;
Энология.
- Факультет «Менеджмента и профессионального образования»

Менеджмент качества продукции;
Экономика промышленности и менеджмент;
Профессиональное образование;
- Факультет повышения квалификации и переподготовки кадров
- Специализированное заочное отделение (филиал в Кунграде)

## Научные исследования
Ташкентский химико-технологический институт разрабатывает новые технологии для нефтегазовой и пищевой промышленности, металлургии, индустрии строительных материалов, медицины, химической промышленности.
Научные исследования института охватывают практически все отрасли химии, химической технологии, биотехнологии, пищевой технологии, а также ряд не химических отраслей. Основными направлениями научной деятельности является: энерго- и ресурсосберегающие технологии, строительные, отделочные и декоративные материалы, композиционные и конструкционные материалы, технология древесных пластических масс на основе термопластичных полимеров, технология древесностружечных плит, технология MDF, технология производства материалов для медицины и здравоохранения, материалы для электроники, нефтехимия и нефтепереработка, минеральные удобрения, биотехнология, виноделие, технология спирта, технология консервирования пищевых продуктов, технология мяса — молока и растительных масел, редких и рассеянных металлов методы кибернетики в химической технологии, химия и технология полимеров, пластмасс, информационные системы и технологии, комплексные исследования окружающей среды, лаки и краски, экономика, организация и управление предпринимательства.

Значительный научный и кадровый потенциал позволил разработать уникальные технологии
, создать новые материалы, используемые в области химии, энергетики, строительства, медицины, информатики, металлургии, транспорта и экологии, мономеры, полимеры, новые материалы для медицины, строительства, информационные услуги, приборы и системы контроля и т. д. Учёными института получено несколько десятков патентов Республики Узбекистан, опубликованы более 1000 научных статей, сборников и монографий. Свыше 46 проектов выполняется по научно — техническим программам Центра по науке и технике при кабинете министров Республики Узбекистан.
Учёными Ташкентского химико—технологического института разработаны лекарственные препараты, технология переработки фосфогипса — отхода производства фосфорной кислоты, коррозионностойкие не металлические материалы, ингибиторы коррозии, материалы на основе особых видов стекла керамики, вяжущих материалов, металлов для применения в костном эндокроизировании в травматологии, челюстно-лицевой хирургии и стоматологии; огнезащитные материалы; информационные и программные продукты и т. д.
Большое внимание в институте уделяется проблемам экологии, ТХТИ принимает участие в выполнении республиканской целевой программе «Арал».
В институте успешно работает методический совет для устойчивого развития междисциплинарных подходов к разработке учебных планов и программ, обучение технике принятия решений, учитывающих краткосрочные и долгосрочные последствия этих решений для экономики, окружающей среды.
Научные исследования института развиваются в сотрудничестве с учёными зарубежных вузов, таких как: Российский химико-технологический университет имени Д. И. Менделеева, Институт высокомолекулярных соединений РАН, Санкт-Петербургский политехнический университет Петра Великого, Санкт-Петербургский государственный лесотехнический университет, Московский государственный университет пищевых производств (Россия); Университет профессионального образования Ларенстейна (Голландия); Венский технический университет (Австрия); Мюнхенский технический университет (Германия); Институт природных ресурсов (Англия); Алматинский технологический университет (Казахстан), с учёными Южной Кореи, Индии и других стран.
При институте регулярно издаются научные статьи, сборники и монографии. Институт также является головным в рамках крупнейшей научно-технической программы «Научные исследования высшей школы по приоритетным направлениям науки и техники».